# Marek Leśniewski
Marek Leśniewski (nascido em 24 de abril de 1963) é um ex-ciclista de estrada profissional polonês. Venceu a competição Volta à Polônia em 1985. Conquistou a medalha de prata na corrida de 100 km contrarrelógio por equipes nos Jogos Olímpicos de Verão de 1988 em Seul.